# 1951 în artă
← 1948 în artă — 1949 în artă — 1950 în artă ——  1951 în artă  —— 1952 în artă — 1953 în artă — 1954 în artă →
1951 în artă implică o serie de evenimente:

## Evenimente

### Evenimente artistice oriunde
Fără date precise 

## Nașteri

### Ianuarie - iunie
- 11 ianuarie –
- 30 februarie –
- 17 mai –
- 23 iunie –

### Iulie - decembrie
- 3 iunie –
- 25 iulie –
- 6 octombrie –
- 30 decembrie –

## Decese
- 3 septembrie –
- 19 decembrie – -->

## Galerie (lucrări din 1951)
- Lucrări reprezentative